# NGC 531
NGC 531 é uma galáxia espiral barrada (SB0-a) localizada na direcção da constelação de Andromeda. Possui uma declinação de +34° 45' 15" e uma ascensão recta de 1 horas, 26 minutos e 18,8 segundos.
A galáxia NGC 531 foi descoberta em 16 de Outubro de 1855 por William Parsons.